# 3/5 타협
3/5 타협(5분의 3 타협, Three-Fifths Compromise)은 1787년 필라델피아 회의에서 남부와 북부 주 사이의 타협안이다. 이것은 기재된 노예의 수 중에서 3/5만 과세와 하원 구성 비율의 인구수로 인정하자는 안이었다. 이 타협안은 제임스 윌슨과 로저 셔먼에 의해 제안된 안건이다.
노예제도를 반대하는 대표단은 각 주의 자유민만 인정되기를 원했지만, 노예제도를 찬성하는 대표단은 반면, 일반적으로 그들의 실제 수를 합산하기를 원했다. 노예는 투표를 할 수 없었기 때문에, 노예 소유주들은 하원과 선거인단에서 혜택을 볼 수 있을 것이었다. 모든 사람을 단지 실제 숫자의 3/5만 인정한다는 최종 타협안은 원래의 제안에 대비하여 노예주의 힘을 약화시켰지만, 북부의 위치는 높아지게 되었다.
3/5 타협안은 미국 헌법의 제1조 2항 3절에서 찾을 수 있다.

대표자와 직접 과세는 이 합중국에 포함될 여러 주에 그들의 각각의 수에 따라 할당될 것이며, 이것은 자유민의 모든 수를 합산함으로써, 그리고 고용계약을 맺은 이들을 포함하여, 결정될 것이다. 그리고 인디언은 배제되며, 과세도 되지 않으며, 기타 사람 5분의 3도 포함한다.

## 배경
3/5 비율은 연합회의에서 제안된 1783년에 개정안에서 유래되었다. 이 개정안에서 각 주의 부를 결정하는 근거를 변경하였고, 그리하여 부를 생산하는 능력을 단위로 세금의 부과가 부동산에서 인구로 변경되었다. 위원회는 세금은 여러 식민지에 세금을 내지 않는 인디언을 제외하고, 연령, 성별, 노동력의 질을 가진 주민수 비율에 의해 여러 주에 부과될 것이라고 제안했다. 남부는 즉각 세금을 부과하는데 있어 주로 자산으로 취급되는 노예까지 계산한 이 공식을 반대했다. 토론에 대해 토머스 제퍼슨이 기록한 것처럼, 남부 주는 인구 수와 그들의 부를 밀접하게 연관시켜 부과되지만, 반면 북부주는 단지 숫자에 의해서는 과세될 것이기 때문이었다.
충분한 지지를 얻지 못했던 버지니아 주의 벤저민 해리슨에 의한 1/2 타협안과 여러 뉴잉글랜드 주 대의원들이 3/4 타협을 제시한 이후에, 의회는 최종적으로 제임스 매디슨이 제시한 3/5 비율로 결정했다. 하지만 이 수정안도 연합 규약을 수정하는데 필요한 만장일치에 2개 주(뉴햄프셔와 뉴욕만 반대를 했다.)의 지지를 얻지 못해서 결국 실패로 돌아갔다.
그러나 이렇게 제시된 비율은 제헌 회의 동안 발발한 난국을 타개하기 위한 준비된 해결책이었다. 그런 상황에서 다투던 힘들이 연합규약 하에서 얻어진 것에 의해 뒤집어 진 것이다. 규약을 수정하는데 있어서, 북부 주는 남부 주들이 원했던 것 이상으로 노예의 수를 더 계산하기를 원했다. 왜냐하면, 그 반대가 주에 의해 연방 정부에 과세되는 세금을 결정하기 때문이다. 제헌 회의에서, 대표성이 의회에서 더 중요한 문제였으며, 남부 주는 노예가 북부주가 원하는 수치보다는 더 계산되기를 원했다.
| “ | 자신의 의지가 없는 사람들을 대표로 하는 부적절함에 대해 많은 말들이 오갔다. 그들은 노예로 전락했지만 인간인 것이다. 그들은 주의 자치법과 자연법에 의해 거주하는 것으로 알려진 사람이다. 그러나 대표성과 과세는 동일하게 취급되지 않는다. 그것이 적당한 이익을 주지 않는 일방적인 과세일까? | ” |
|   | — 알렉산더 해밀턴 |   |

## 대체
남북전쟁 이후 1865년 미국 수정 헌법 제13조에 의해 3/5 조항은 심의의 대상이 되었다. 수정 헌법 제14조 (1868년) 제2항에서 이후 1조 2항 3절로 대체되었다. 여기에는 “대표성은 세금을 내지 않는 인디언을 제외한 각 주의 전체 인구수에 따라 분배될 것이다.” 라고 언급하고 있다.

## 같이 보기
- 노예 해방 선언

## 참고 문헌
- Wills, Garry (2003). 《"Negro President": Jefferson and the Slave Power》. Boston: Houghton Mifflin. ISBN 0-618-34398-9.
- Walton, Hanes, Jr.; Smith, Robert C. (2006). 《American Politics and the African American Quest for Universal Freedom》 3판. New York: Pearson Longman. ISBN 0-321-29237-5.
- Wiencek, Henry (2004). 《An Imperfect God: George Washington, His Slaves, and the Creation of America》. New York: Farrar, Straus, and Giroux. ISBN 0-374-52951-5.
- Report of the Brown University Steering Committee on Slavery and Justice